# Halichaetonotus paradoxus
Halichaetonotus paradoxus is een buikharige uit de familie Chaetonotidae. Het dier komt uit het geslacht Halichaetonotus. Halichaetonotus paradoxus werd in 1927 voor het eerst wetenschappelijk beschreven door Remane. 